# Droga wojewódzka 200
Die Droga wojewódzka 200 (DW 200) ist eine 784 Meter lange Droga wojewódzka (Woiwodschaftsstraße) in der polnischen Woiwodschaft Kujawien-Pommern, die den Bahnhof in Cierpice mit der Droga krajowa 10 verbindet. Die Straße liegt im Powiat Toruński.

## Straßenverlauf
Woiwodschaft Kujawien-Pommern, Powiat Toruński
-  Empfangsgebäude, Cierpice (Schirpitz)
-  Cierpice (Schirpitz) (DK 10)